# Hans Holzbecher
Hans Holzbecher (* 8. Dezember 1958 in Übach-Palenberg) ist ein deutscher Schauspieler, Kabarettist sowie Kabarett-Regisseur.

## Leben
Er studierte zunächst in Köln Sportwissenschaften und Philosophie, anschließend Schauspiel am HB Studio (Herbert Berghof Studio) in New York. Seine erste Theaterstation war das Theater Kefka in Köln, hier war er vier Jahre als Schauspieler engagiert. Es folgten weitere Theaterengagements, zahlreiche Rollen in TV-, Kino und Musiktheaterproduktionen. Darüber hinaus war er Sprecher für Hörspiele, TV-, Hörbuch und Tonproduktionen, 
Heute arbeitet er vorwiegend als Regisseur, Konzeptioner und Künstlerischer Berater. Seine Hausbühne ist das Düsseldorfer Kom(m)ödchen. Seine Inszenierungen „Sushi“ und „Frau der Ringe“ wurden mit dem „Löwenzahn“, dem Preis der Leipziger Lachmesse, seine Inszenierung „Freaks“ mit dem Monika-Bleibtreu-Preis 2012 für die „Beste deutsche Komödie“ ausgezeichnet. Autoren aller drei Stücke waren Dr. Dietmar Jacobs und Christian Ehring. Lisa Catena erhielt mit seiner Inszenierung von „Der Panda-Code“ den Deutschen Kabarettpreis.
Neben seiner Arbeit als Regisseur ist er als Ideengeber und Autor tätig.

### Theaterstationen
| Titel des Stücks               | Rolle                                                   | Theater/Regie                                                       |
| ------------------------------ | ------------------------------------------------------- | ------------------------------------------------------------------- |
| Risiko Leben                   | Hans                                                    | Eigenproduktion, Kabarett-Solo / Thomas Köller                      |
| Das Fest                       | Michael                                                 | Theater am Sachsenring, Köln / J. Knipp, (Kölner Theaterpreis 2003) |
| Jekyll & Hyde                  | Jekyll, Hyde, Utterson                                  | Musical Dome, Köln / D. Hilsdorf                                    |
| Die Schöne und das Biest       | Biest                                                   | Capitol Musical-Theater, Düsseldorf / I. Mathesius                  |
| Die Lügen der Papageien        | Autor                                                   | Freie Kammerspiele, Köln / G. Zillgens                              |
| Ein Bericht für eine Akademie  | Rotpeter                                                | Theater am Sachsenring, Köln / F. Meyer                             |
| Der kleine Horrorladen         | Seymour                                                 | Sartory-Theater, Köln / G. Schmidt                                  |
| Barnum                         | Barnum                                                  | Stadttheater Lüneburg / M. Repp                                     |
| Die Dreigroschenoper           | Mackie Messer                                           | Kurt-Weill Festspiele Dessau / M. Sladek                            |
| Die Ermittlung                 | Zeuge                                                   | Theater am Sachsenring, Köln / H. Kieseier                          |
| Kiss me, Kate                  | Paul, Tranjo                                            | Deutsches Theater, München / I. Waszerka                            |
| Deutschland-Lied               | Principalrolle                                          | Sartory-Theater, Köln / Gebrüder Flimm                              |
| Die Ballade von Garuma         | Garuma                                                  | Comedia Colonia, Köln / A. Gronemeyer                               |
| Etwas ist immer                | K. Tucholsky                                            | Deutschland-Tournee                                                 |
| Carmen                         | Mercedes                                                | Theater Kefka, Köln / M. Sladek                                     |
| Der Knecht und die drei Weisen | Knecht                                                  | Theater Kefka, Köln / M. Sladek                                     |
| König Ubu                      | Bourgrelas                                              | Theater Kefka, Köln / M. Sladek                                     |
| Stunksitzung 1997–2000         | Stunker                                                 | E-Werk, Köln                                                        |
| Das Ziel ist im Weg 2021       | Autor, zusammen mit Michael Frowin und Philipp Schaller | Theaterschiff Hamburg                                               |

### TV und Film
| Titel der Sendung                       | Rolle               | Produktion/Regie                       |
| --------------------------------------- | ------------------- | -------------------------------------- |
| Kommissar Stolberg                      | Nebenrolle          | ZDF-Serie / Michael Schneider          |
| MEK 8                                   | Episoden Hauptrolle | RTL-Serie / Nico Zavelberg             |
| Alarm für Cobra 11                      | Nebenrolle          | ZDF-Serie / H. Dietz                   |
| Soko Köln                               | Nebenrolle          | ZDF-Serie / Sascha Thiel               |
| Verliebt in eine Unbekannte             | Nebenrolle          | ZDF-Spielfilm / G.Barylli              |
| Antrag vom Ex                           | Nebenrolle          | PRO7-Spielfilm / S. Unterwaldt jr.     |
| Munich Mambo                            | Nebenrolle          | Kinofilm (engl.) / R. Warmoth          |
| Mein Kind                               | Nebenrolle          | ZDF-Spielfilm / H. Förnbacher          |
| Ein Bericht für eine Akademie           | Hauptrolle          | 3sat-Fernsehspiel / R. Ruland          |
| Der Fahnder                             | Nebenrolle          | ARD-Serie / L. Montag                  |
| Soko Köln                               | Episoden Hauptrolle | ZDF-Serie / O. Dommenget               |
| Zwei Profis                             | Nebenrolle          | ZDF-Serie / C. Rücker                  |
| Die Nesthocker                          | Nebenrolle          | ZDF-Serie / F. Meyer-Price             |
| Die Wache                               | Nebenrolle          | RTL-Serie / K. Witting                 |
| Höllische Nachbarn                      | Episoden Hauptrolle | RTL-Serie / F. Meyer-Price             |
| Tüte voller Geldes                      | Hauptrolle          | Kurzfilm / Werner C. Bargh             |
| Manngold                                | Nebenrolle          | ZDF-Comedy-Serie / P. Schaul           |
| Das Amt                                 | Nebenrolle          | RTL-Serie / M. Terjung                 |
| Familie Heinz Becker                    | Nebenrolle          | WDR-Sitcom / M. Serafini               |
| Sommergeschichten – Der Wachhund        | Nebenrolle          | WDR-Reihe / T. Pfaff                   |
| Cologne Werclown                        | Nebenrolle          | WDR-Kurzfilm / T. Pfaff                |
| Die lieben Verwandten                   | Nebenrolle          | WDR-Sitcom / M. Pfleghar               |
| Magisch Nippes                          | Hauptrolle          | Kurzfilm / M. Schäfer                  |
| Der Wille des Menschen                  | Nebenrolle          | Kurzfilm / R. Ruland                   |
| Ahornallee                              | Hauptrolle          | Daily-Soap / Dr. Markus Keller         |
| Diese Kaminskis – Wir legen Sie tiefer! | Nebenrolle          | ZDFneo-Sitcom / T. Fraundorf, S. Nagel |

### Kabarettprogramm
Das erste Solo-Kabarettprogramm "Risiko Leben" beinhaltet neben dem Wort-Kabarett auch umgedichtete Songs wie "Earth Song" von Michael Jackson.

## Regietätigkeiten

### Musical
- „Jekyll & Hyde“, Vereinigte Bühnen Bozen
- „Die Schöne und das Biest“, Dt. Theater, München
- „Der kleine Horrorladen“, Musical von Alan Menken, Freilichtspiele Tecklenburg
- „West Side Story“, L. Bernstein, Vereinigte Bühnen Bozen
- „Robin Hood – Für Liebe und Gerechtigkeit“, Uraufführung des Musicals im Musical Theater Bremen
- „Kleiner Bahnhof Sehnsucht“,  Revue über Deutschland 1930–1945 aus eigener Feder im Auftrag der  kogag, Solingen, Köln Arena
- „Time“,  Fantasy-Musical aus eigener Feder, triple-e Studios, Oberhausen

### Kabarett
- „Frau der Ringe“, Erstes Programm des Kabarett-Trios ProseccoPack, Düsseldorfer Kom(m)ödchen
- „Couch“, Programm des Düsseldorfer Kom(m)ödchens
- „Sushi“, Programm des Düsseldorfer Kom(m)ödchens
- „Freaks“, Programm des Düsseldorfer Kom(m)ödchens
- „Der Nächste, bitte!“, Programm des Bonner Rheinkabaretts, Springmaus
- „Revolte“, Solo-Programm des Kabarettisten Robert Grieß
- „Verzeihen Sie, ich bin eine Stricknadel“, Lit. Kabarett mit F. Meyer, Theater am Sachsenring (Dt. Literaturtheaterpreis 2000)
- „Shanghai“, Programm der Berliner „Distel“
- „Pink Punk Pantheon 2011“, Kabarett Revue im Bonner Pantheon
- „Es brennt“, Programm des Kabarett Duos Kämmer-Rübhausen
- „TabularasaTrotzTohuwabohu!“, Programm des Musikkabarett Duos Schwarze Grütze
- „Das wird teuer!“, Solo-Programm des Kabarettisten Thilo Seibel
- „Ausweg freihalten!“ (2015), Kabarett-Theater "Die Stachelschweine", Berlin

### TV (Schauspielregie)
- „Krügers Woche“, ProSieben-Sitcom-Format mit Mike Krüger
- „Auch das noch“, RTL-Comedy-Format
- „Promi Comedy Show“, RTL-Comedy-Format

### Theater
- „PHASE II“, Blackbox Theater Kompanie, Inszenierung des Monats, Studiobühne Köln
- Verleihung des „Henri Nannen Preises“, Dt. Schauspielhaus, Hamburg
- „Talking Food and Music“,  Jugendtheaterstück von W. Künsting im Auftrag der EU, Rheinhalle Köln

### Co-Regie
- „Stunksitzung 2000“ und „2001“, Kölner Kult-Kabarett-Revue, E-Werk, Köln